# Planeta doble

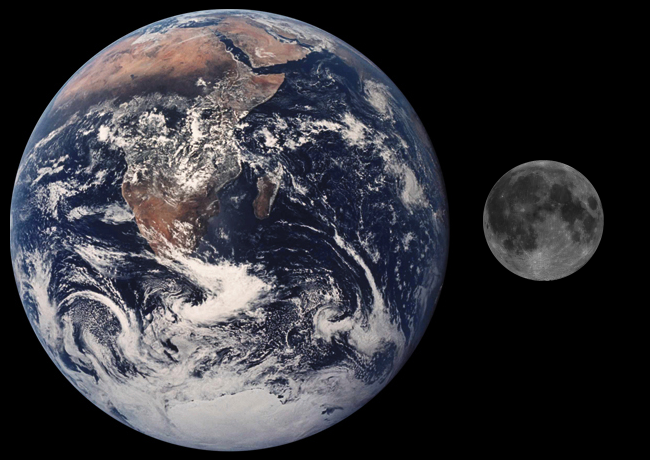
Ya que el baricentro del sistema Tierra-Luna se encuentra situado bajo la superficie de la Tierra, se considera que estos dos cuerpos forman un sistema planeta-satélite.

Un planeta doble es un término no oficial usado para referirse a dos planetas que orbitan el uno al otro en torno a un centro de masas que no está localizado en el interior de ninguno de los dos planetas: El término oficial es planeta binario, y siempre se podría decir que es un sistema binario planetario o de planetas (esta calificación está con ciertos matices, puesto que no debe confundirse con el sistema solar orbitado por dos planetas). De igual forma, también hay sistemas de asteroides dobles  (o planeta menor doble) tales como (90) Antíope.

## Definición de planeta binario o doble, o de sistema binario planetario

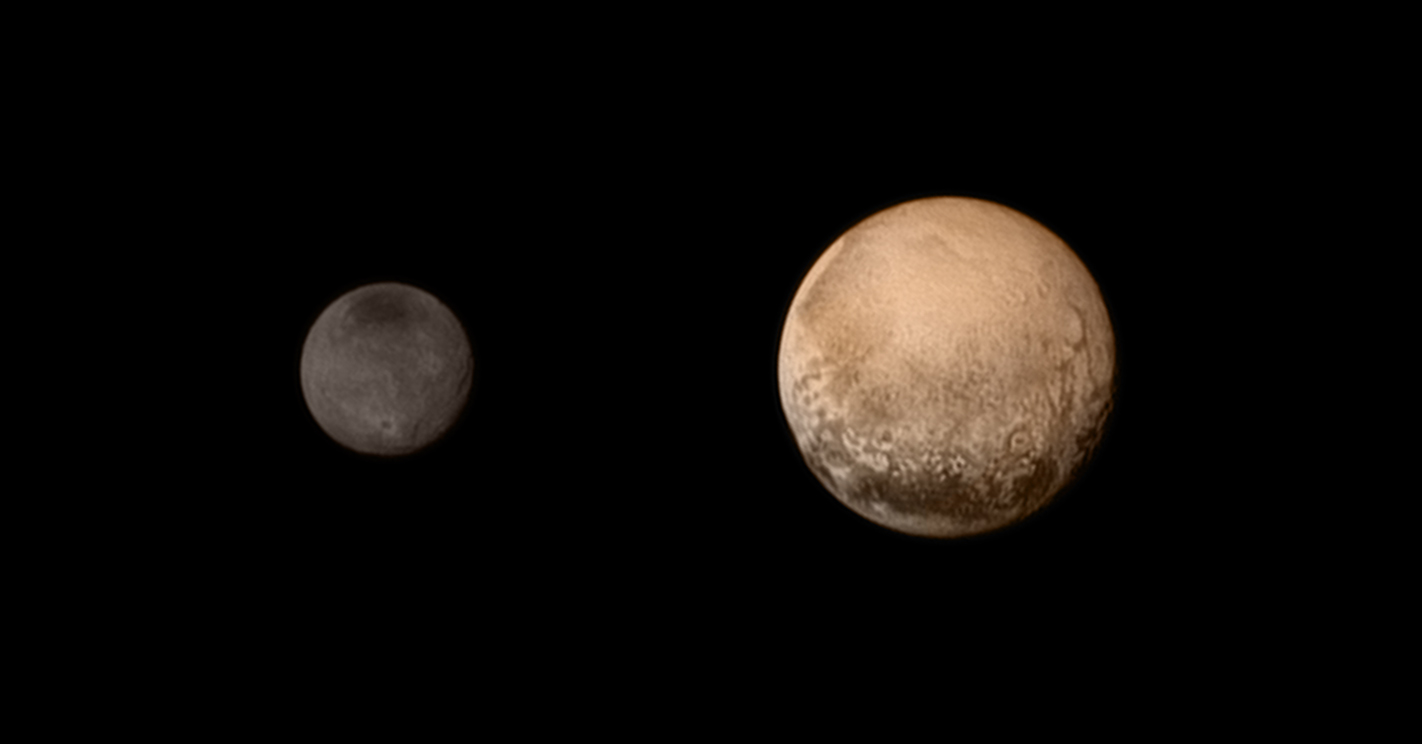
Plutón y Caronte, cuyo baricentro se localiza en el exterior de Plutón, se consideran un sistema binario.

En el pasado hubo cierto debate sobre como delimitar la frontera entre el sistema conformado por un planeta binario y un sistema planeta-satélite. En la mayoría de los casos no supone ninguna dificultad, ya que el satélite tiene una masa muy inferior en proporción al astro principal. En nuestro sistema solar, todos los satélites tienen masas inferiores a 1:4.000 la masa de su planeta o planeta enano, con la excepción de los sistemas Tierra-Luna y Plutón-Caronte que tienen una proporción de 1:81 y 1:7 respectivamente.
El límite comúnmente aceptado para diferenciar entre un planeta binario y un sistema planeta-satélite, se basa en la situación del centro de masas de los dos cuerpos o baricentro. Si el baricentro no se encuentra bajo la superficie de ninguno de los dos cuerpos, se da por hecho que es un sistema planeta binario. Siendo así, ambos astros orbitarían el uno respecto al otro mediante un eje situado en el espacio libre ubicado entre de los dos. Según esta definición, Plutón (planeta enano) y Caronte (la más grande de sus cinco lunas) se considerarían ambos como un sistema de planeta binario compuesto por ambos cuerpos celestes; mientras que el sistema de la Tierra y la Luna, sería propiamente un sistema planeta-satélite. 
En 2006 la Unión Astronómica Internacional, consideró una breve definición oficial sobre el término planeta binario la cual podría haber incluido oficialmente a Plutón y Caronte, pero esta definición no fue ratificada.

## Sistema planetario doble
No debe confundirse un sistema de planeta doble con un sistema planetario doble, ambos llamados double-planet system en inglés. El término surgió en 1995, cuando se comenzaron a descubrir los planetas extrasolares. Dado que en inglés planet puede interpretarse como planeta o como planetario, el término sistema planetario doble (double-planet system)) se usó también para referirse a otro sistema solar en el cual se habían descubierto dos planetas orbitando a la estrella central. En 2003, se conocían diez sistemas estelares con al menos dos planetas, calificándolos al menos como sistemas planetarios dobles. También se han descubierto sistemas planetarios múltiples con más de dos planetas, tales como los sistemas Upsilon Andromedae, Rho-1 Cancri (o 55 Cancri) y Mu Arae.

## Definición propuesta por Isaac Asimov
Isaac Asimov propuso una diferencia entre los sistemas planeta-satélite y planeta doble basada en lo que él llamó la magnitud del “tira y afloja”. Este valor es simplemente la diferencia de proporción de la fuerza gravitacional entre el planeta y el satélite, y entre el satélite y el Sol. En el caso de la Luna, el Sol “gana” el “tira y afloja”, y el sistema Tierra-Luna formaría un planeta doble. Al contrario que para casi todos los demás satélites de nuestro sistema solar, incluyendo el sistema Plutón-Caronte, el cual sería clasificado según esta definición como un sistema planeta-satélite.
Esta definición solo pretendía analizar la particular naturaleza del sistema Tierra-Luna, y no fue propuesta como definición final de planeta doble. No ha recibido gran atención de la comunidad científica y no describe adecuadamente la interacción física de tres cuerpos (ver problema de los tres cuerpos y la esfera de Hill). Una importante crítica a esta definición es que un mismo sistema planeta-satélite podría clasificarse de ambas maneras dependiendo únicamente de la distancia a la estrella central. Otra crítica es que esta definición no toma en cuenta la diferencia proporcional de los tamaños entre el planeta y satélite. Por ejemplo, si pudiéramos reemplazar la luna de la Tierra con un satélite del tamaño de Fobos, el sistema seguiría siendo considerado como un planeta doble según esta definición.